# 葉卡捷琳堡電視塔

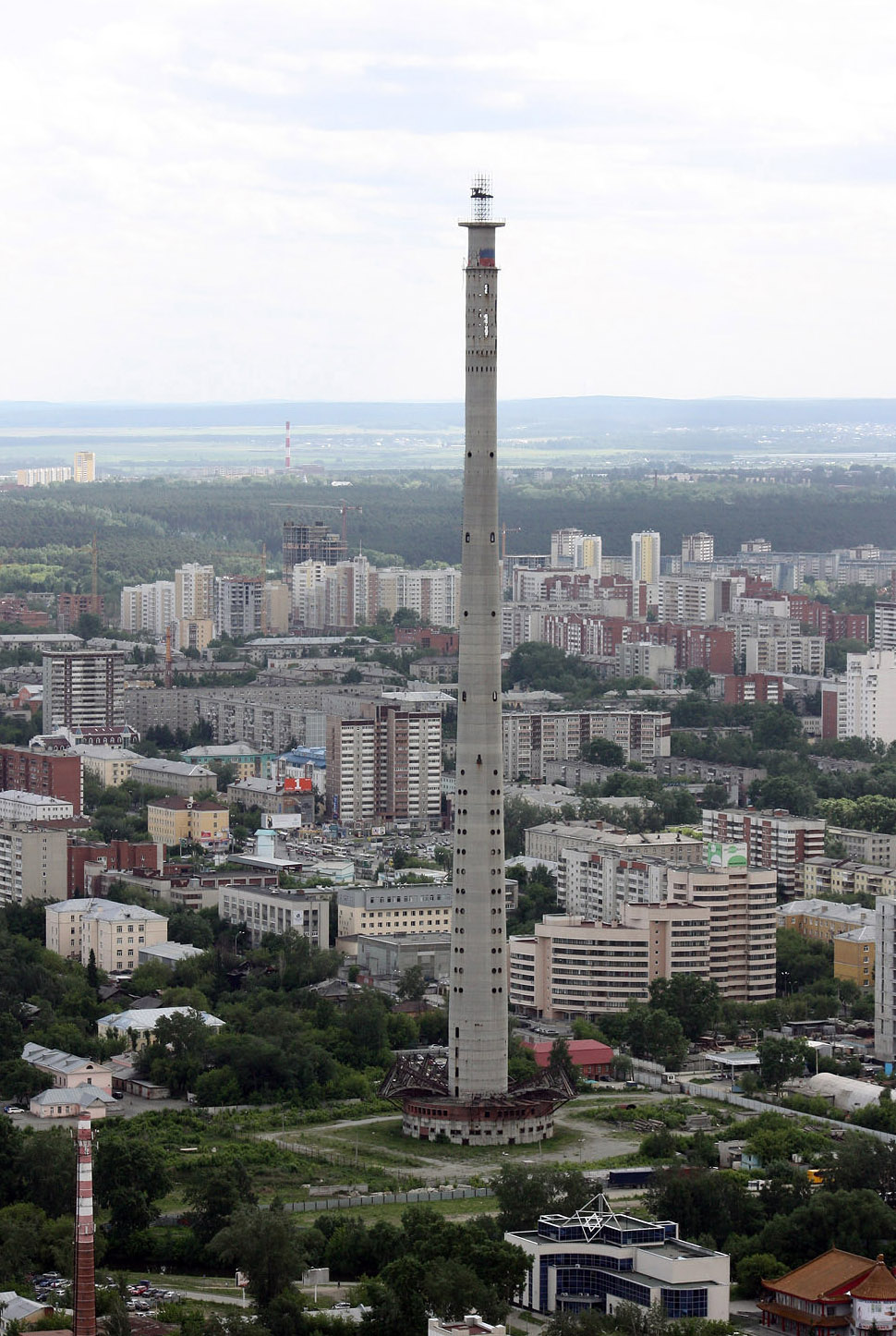
2010年

56°49′28″N 60°36′33″E / 56.82444°N 60.60917°E
葉卡捷琳堡電視塔（俄语：Телевизионная башня）是俄羅斯葉卡捷琳堡一座拆除的電視塔，至2018年是世界上最高的廢棄建築物。
始建於1983年，原來計劃興建至361公尺，1991年、建築到220公尺時停工。後來更由於工程失誤導致出現輕微傾斜。此後被用作徒手攀爬及極限運動用途，但在2000年時因多宗致命意外而被封閉。
該塔於2018年3月24日以爆破方式拆卸，在高度40至50米左右爆破，炸剩30至40米左右（包括基座）。殘骸拆除後原址會興建冰球場。